# 阿帕瑪 (德米特里二世之女)
阿帕瑪 （前三世紀到前二世紀間人物），馬其頓安提柯王朝公主，是國王德米特里二世和王后斯特拉托妮可之女。隨著父親第二次婚姻，她有了一個同父異母的弟弟，即是日後的腓力五世。
阿帕瑪在馬其頓出生並長大，德米特里二世當時與比提尼亞王國結盟，並把阿帕瑪嫁給比提尼亞的普魯西阿斯一世，因此阿帕瑪成為王后。普魯西阿斯一世之後也是他的弟弟腓力五世的盟友，腓力五世把布爾薩的港口邁爾里給予比提尼亞後，普魯西阿斯一世便把這座港口以她的名字命名，改名為阿帕米亞。二人有一子即普魯西阿斯二世。

## 來源
1. ↑  .   [2010-12-06]. （原始内容存档于2016-03-03）.
2. ↑  .   [2010-12-06]. （原始内容存档于2015-10-27）.